# 朴成洙
朴成洙（1970年5月19日—）是一名韩国前男子射箭运动员。他曾参加了1988年汉城夏季奥林匹克运动会，并在比赛中获得男子射箭团体金牌以及个人银牌。